# Athletic Club 2014-2015
Questa voce raccoglie le informazioni dell'Athletic Bilbao nelle competizioni ufficiali della stagione 2014-2015.

## Stagione
Per il club basco si tratta dell'84ª stagione nella Liga, dalla quale non è mai retrocesso e per un'ulteriore stagione rimane una delle tre squadre spagnole (le altre sono Real Madrid e Barcellona) ad aver sempre militato nella massima divisione spagnola.
L'esordio in campionato non è dei migliori per l'Athletic Bilbao, che viene sconfitto 1 a 0 sul campo del Malaga

## Organigramma societario
Dati ricavati dal sito ufficiale dell'Athletic Bilbao.
Area direttiva
- Presidente: Josu Urrutia
- Responsabile sociale: Koldo Asua
- Direzione sportiva: José María Amorrortu e Aitor Larrazabal
- Coordinatore dei Team manager: José Ángel Pereda[2]
- Addetto alla pianificazione: Lander Hernández
- Area calcio in Biscaglia: Fernando Quintanilla
- Area sviluppo personale e professionale: María Ruiz de Oña
- Addetto alle strutture: Santi Urkiaga

Area organizzativa
- Team manager: Javier Arkotxa[2]

Area comunicazione
- Area utenza: Blas Ziarreta e Iñigo Lizarralde

Area tecnica
- Direttore sportivo: Andoni Imaz
- Allenatore: Ernesto Valverde
- Allenatori in seconda: Jon Aspiazu
- Preparazione specifica: Vicen Gómez[1]
- Preparatore dei portieri: Aitor Iru
- Preparatori atletici: José Antonio Pozanco e Xabier Clemente
- Analista allenamenti: Eduardo Estibariz[1]
- Responsabile relazioni con i giocatori: Iñaki Azkarraga[1]
- Addetto al campo: Iker López
- Magazzinieri: Txetxu Gallego e Jon Eskalza

Area sanitaria
- Responsabili settore medico:[3] Josean Lekue e Paco Angulo
- Medici sociali: Juanma Santisteban e Gontzal Beitia
- Infermieri: Josean Lekue, Paco Angulo, Isusko Ortuzar e Jesús López
- Fisioterapisti:[3]  Juan Manuel Ipiña, Beñat Azula e Isusko Ortuzar
- Massaggiatore: Juan Manuel Ipiña[3]
- Podologo: Kepa Galardi[3]

## Rosa
Rosa e numerazione sono aggiornate al 17 dicembre 2014.
| N. |                    | Ruolo | Calciatore       |
| -- | ------------------ | ----- | ---------------- |
| 1  | Spagna (bandiera)  | P     | Gorka Iraizoz    |
| 2  | Spagna (bandiera)  | A     | Gaizka Toquero   |
| 3  | Spagna (bandiera)  | D     | Jon Aurtenetxe   |
| 4  | Francia (bandiera) | D     | Aymeric Laporte  |
| 5  | Spagna (bandiera)  | C     | Erik Morán       |
| 6  | Spagna (bandiera)  | D     | Mikel San José   |
| 7  | Spagna (bandiera)  | C     | Beñat Etxebarria |
| 8  | Spagna (bandiera)  | C     | Ander Iturraspe  |
| 9  | Spagna (bandiera)  | A     | Kike Sola        |
| 10 | Spagna (bandiera)  | C     | Óscar de Marcos  |
| 11 | Spagna (bandiera)  | A     | Ibai Gómez       |
| 12 | Spagna (bandiera)  | D     | Unai Bustinza    |
| 13 | Spagna (bandiera)  | P     | Iago Herrerín    |

| N. |                   | Ruolo | Calciatore                    |
| -- | ----------------- | ----- | ----------------------------- |
| 14 | Spagna (bandiera) | C     | Markel Susaeta                |
| 15 | Spagna (bandiera) | D     | Andoni Iraola (vice capitano) |
| 16 | Spagna (bandiera) | D     | Xabier Etxeita                |
| 17 | Spagna (bandiera) | C     | Mikel Rico                    |
| 18 | Spagna (bandiera) | D     | Carlos Gurpegi (capitano)     |
| 19 | Spagna (bandiera) | A     | Iker Muniain                  |
| 20 | Spagna (bandiera) | A     | Aritz Aduriz                  |
| 21 | Spagna (bandiera) | A     | Borja Viguera                 |
| 22 | Spagna (bandiera) | A     | Guillermo                     |
| 23 | Spagna (bandiera) | C     | Ager Aketxe                   |
| 24 | Spagna (bandiera) | D     | Mikel Balenziaga              |
| 28 | Spagna (bandiera) | P     | Kepa Arrizabalaga             |
| 29 | Spagna (bandiera) | C     | Unai López                    |
| 30 | Spagna (bandiera) | A     | Iñaki Williams                |

## Calciomercato

### Sessione estiva(dall'1/7 al 2/9)
| Acquisti | Acquisti       | Acquisti       | Acquisti             |
| R.       | Nome           | da             | Modalità             |
| -------- | -------------- | -------------- | -------------------- |
| A        | Borja Viguera  | Alavés         | definitivo (1 mln €) |
| D        | Jon Aurtenetxe | Celta Vigo     | fine prestito        |
| P        | Raúl Fernández | Numancia       | fine prestito        |
| C        | Iñigo Ruiz     | Real Saragozza | fine prestito        |
| A        | Jonás Ramalho  | Girona         | fine prestito        |

| Cessioni | Cessioni         | Cessioni         | Cessioni              |
| R.       | Nome             | a                | Modalità              |
| -------- | ---------------- | ---------------- | --------------------- |
| C        | Ander Herrera    | Manchester Utd   | definitivo (36 mln €) |
| P        | Raúl Fernández   | Racing Santander | svincolato            |
| C        | Iñigo Pérez      | Numancia         | svincolato            |
| D        | Jonás Ramalho    | Girona           | prestito              |
| D        | Borja Ekiza      | Eibar            | svincolato            |
| D        | Unai Albizua     | Tenerife         | prestito              |
| D        | Iker Guarrotxena | Tenerife         | prestito              |
| C        | Iñigo Ruiz       | Real Saragozza   | prestito              |

### Sessione invernale(dal 3/1 al 31/1)
| Acquisti | Acquisti | Acquisti | Acquisti |
| R.       | Nome     | da       | Modalità |
| -------- | -------- | -------- | -------- |

| Cessioni | Cessioni | Cessioni | Cessioni |
| R.       | Nome     | a        | Modalità |
| -------- | -------- | -------- | -------- |

## Risultati

### Primera División

#### Girone d'andata
| Arbitro: | Antonio Mateu Lahoz (Comitato valenciano) |

|                  |           |  |
| Luis Alberto 35’ | Marcatori |  |

| Arbitro: | Pedro Jesús Perez Montero |

|                                      |           |  |
| Aduriz 32’ Iturraspe 51’ Muniain 76’ | Marcatori |  |

| Arbitro: | David Fernández Borbalán (Comitato andaluso) |

|                 |           |  |
| Neymar 79’, 84’ | Marcatori |  |

| Arbitro: | José Antonio Teixeira Vitienes (Comitato Cántabro) |

|  |           |                  |
|  | Marcatori | 39’ Jhon Córdoba |

| Arbitro: | Melero López (Comitato andaluso) |

|                        |           |            |
| Léo Baptistão 39’, 89’ | Marcatori | 20’ Aduriz |

| Bilbao 27 settembre 2014, ore 22:00 CEST 6ª giornata | Athletic Bilbao                       | 0 – 0 referto | Eibar | San Mamés (45.000 spett.)\| Arbitro: \| Velasco Carballo (Comitato Madrileño) \| |
| Arbitro:                                             | Velasco Carballo (Comitato Madrileño) |               |       |                                                                                  |

| Arbitro: | Alejandro Hernández Hernández (Comitato di Las Palmas) |

|                                          |           |  |
| C. Ronaldo 2’, 55’, 88’ Benzema 41’, 69’ | Marcatori |  |

| Arbitro: | Fernández Borbalán (Comitato andaluso) |

|                  |           |           |
| Aduriz 6’ (rig.) | Marcatori | 73’ Durán |

| Arbitro: | Martínez Munuera (Comitato valenciano) |

|  |           |             |
|  | Marcatori | 56’ Etxeita |

| Arbitro: | Estrada Fernández (Comitato catalano) |

|            |           |  |
| Aduriz 13’ | Marcatori |  |

| Valencia 9 novembre 2014, ore 19:00 CEST 11ª giornata | Valencia                              | 0 – 0 referto | Athletic Bilbao | Estadio de Mestalla (39.600 spett.)\| Arbitro: \| Del Cerro Grande (Comitato Madrileño) \| |
| Arbitro:                                              | Del Cerro Grande (Comitato Madrileño) |               |                 |                                                                                            |

| Arbitro: | Melero López (Comitato andaluso) |

|                                            |           |            |
| Aduriz 29’ Borja Viguera 44’ Iturraspe 78’ | Marcatori | 84’ Víctor |

| Arbitro: | Álvarez Izquierdo (Comitato catalano) |

|                    |           |                        |
| Ángel Lafita 90+1’ | Marcatori | 36’ San José 90’ Beñat |

| Arbitro: | Jaime Latre (Comitato aragonese) |

|  |           |            |
|  | Marcatori | 23’ Ghilas |

| Arbitro: | Fernández Borbalán (Comitato andaluso) |

|         |           |               |
| Vela 3’ | Marcatori | 61’ de Marcos |

| Arbitro: | Alejandro Hernández Hernández (Comitato di Las Palmas) |

|                |           |                                                |
| Mikel Rico 17’ | Marcatori | 46’, 73’, 81’ Griezmann 53’ (rig.) Raúl García |

| Arbitro: | Undiano Mallenco |

|                    |           |  |
| Ivan Cavaleiro 24’ | Marcatori |  |

| Arbitro: | Iglesias Villanueva |

|              |           |                               |
| San José 73’ | Marcatori | 17’ Víctor Rodríguez 53’ Fajr |

| Arbitro: | Estrada Fernández (Comitato catalano) |

|                                     |           |  |
| Cheryshev 42’ B. Soriano 83’ (rig.) | Marcatori |  |

#### Girone di ritorno
| Arbitro: | Álvarez Izquierdo (Comitato catalano) |

|              |           |                 |
| San José 70’ | Marcatori | 78’ Javi Guerra |

| Arbitro: | Hernández Hernández |

|  |           |                 |
|  | Marcatori | 48’, 90’ Aduriz |

| Arbitro: | Antonio Mateu Lahoz (Comitato valenzano) |

|                           |           |                                                                |
| Mikel Rico 59’ Aduriz 66’ | Marcatori | 15’ Messi 26’ Suárez 62’ (aut.) de Marcos 64’ Neymar 86’ Pedro |

| Granada 14 febbraio 2015, ore 20:00 CET 23ª giornata | Granada    | 0 – 0 referto | Athletic Bilbao | Nuevo Los Cármenes (14.872 spett.)\| Arbitro: \| Clos Gomez \| |
| Arbitro:                                             | Clos Gomez |               |                 |                                                                |

| Arbitro: | Fernández Borbalán |

|            |           |  |
| Aduriz 86’ | Marcatori |  |

| Arbitro: | Teixeira Vitienes |

|  |           |             |
|  | Marcatori | 36’ Gurpegi |

| Arbitro: | Undiano Mallenco |

|            |           |  |
| Aduriz 26’ | Marcatori |  |

| Arbitro: | Mateu Lahoz |

|              |           |                                |
| Larrivey 64’ | Marcatori | 17’ (rig.) Aduriz 32’ San José |

| Arbitro: | Prieto Iglesias |

|                           |           |                       |
| Etxeita 9’ Mikel Rico 26’ | Marcatori | 47’ (aut.) Balenziaga |

| Arbitro: | Álvarez Izquierdo |

|                          |           |  |
| Aleix Vidal 3’ Bacca 21’ | Marcatori |  |

| Arbitro: | Teixeira Vitienes |

|            |           |             |
| Aduriz 90’ | Marcatori | 61’ De Paul |

| Arbitro: | Fernández Borbalán |

|                   |           |  |
| Sergio García 40’ | Marcatori |  |

| Arbitro: | Mateu Lahoz |

|                                                  |           |  |
| Aduriz 45’, rig’ (46) Ibai Gomez 79’ Susaeta 87’ | Marcatori |  |

| Arbitro: | J.A. Teixeira Vitienes |

|  |           |                   |
|  | Marcatori | 56’ (aut.) Deivid |

| Arbitro: | Martínez Munuera |

|                   |           |                 |
| Aduriz 52’ (rig.) | Marcatori | 60’ De la Bella |

| Madrid 2 maggio 2015, ore 18:00 CET 35ª giornata | Atlético Madrid | 0 – 0 referto | Athletic Bilbao | Stadio Vicente Calderón (48.452 spett.)\| Arbitro: \| Jaime Latre \| |
| Arbitro:                                         | Jaime Latre     |               |                 |                                                                      |

| Arbitro: | Gil Manzano |

|            |           |            |
| Aduriz 14’ | Marcatori | 90+3’ Lopo |

| Arbitro: | Hernández Hernández |

|                   |           |                                              |
| Jonathas 32’, 45’ | Marcatori | 80’ Aketxe 87’ San José 90+2’ Iñaki Williams |

| Arbitro: | Prieto Iglesias |

|                                             |           |  |
| Aduriz 25’ (rig.), 60’ Iraola 28’ Beñat 36’ | Marcatori |  |

### Champions League

#### Play-off
| Arbitro: | Jonas Eriksson |

|             |           |             |
| Higuaín 68’ | Marcatori | 41’ Muniain |

| Arbitro: | Cüneyt Çakır |

|                                |           |            |
| Aduriz 61’, 69’ Ibai Gómez 74’ | Marcatori | 47’ Hamšík |

#### Fase a gironi
| Bilbao 17 settembre 2014, ore 21:45 EEST Gruppo H - 1ª giornata | Athletic Bilbao | 0 – 0 referto | Šachtar | Estadio San Mamés (48 351 spett.)\| Arbitro: \| Sidiropoulos \| |
| Arbitro:                                                        | Sidiropoulos    |               |         |                                                                 |

| Arbitro: | Stéphane Lannoy |

|                            |           |            |
| Paljakoŭ 19’ Karnitsky 41’ | Marcatori | 45’ Aduriz |

| Arbitro: | Damir Skomina |

|                             |           |               |
| H. Herrera 45’ Quaresma 58’ | Marcatori | 75’ Guillermo |

| Arbitro: | Felix Brych |

|  |           |                                  |
|  | Marcatori | 56’ Jackson Martínez 73’ Brahimi |

| Arbitro: | Clattenburg |

|  |           |              |
|  | Marcatori | 68’ San José |

| Arbitro: | Daniele Orsato |

|                          |           |  |
| San José 47’ Susaeta 88’ | Marcatori |  |

### UEFA Europa League
| Arbitro: | Koukoulakis |

|                     |           |                               |
| Maxi López 18’, 42’ | Marcatori | 9’ Iñaki Williams 73’ Gurpegi |

| Arbitro: | Liany |

|                          |           |                                                      |
| Iraola 44’ de Marcos 61’ | Marcatori | 16’ (rig.) Quagliarella 45+3’ Maxi López 68’ Darmian |

### Coppa del Re
| Arbitro: | Eduardo Prieto Iglesias (Comitato Navarro) |

|            |           |               |
| Ferrón 32’ | Marcatori | 90+1’ Viguera |

| Arbitro: | Del Cerro Grande (Comitato Madrileño) |

|             |           |  |
| Viguera 38’ | Marcatori |  |

| Arbitro: | Pérez Montero, Pedro Jesús |

|                            |           |                                               |
| Álex López 10’ Charles 54’ | Marcatori | 4’ San José 15’, 86’ Aritz Aduriz 60’ Susaeta |

| Arbitro: | Martínez Munuera, Juan |

|  |           |                                               |
|  | Marcatori | 48’ (aut.) Xabier Etxeita 60’ Fabián Orellana |

| Malaga 21 gennaio 2015, ore 22:00 CET Quarti di finale - andata | Malaga                   | 0 – 0 referto | Athletic Bilbao | La Rosaleda\| Arbitro: \| Prieto Iglesias, Eduardo \| |
| Arbitro:                                                        | Prieto Iglesias, Eduardo |               |                 |                                                       |

| Arbitro: | D. Velasco Carballo, Carlos |

|            |           |  |
| Aduriz 48’ | Marcatori |  |

| Arbitro: | Del Cerro Grande, Carlos |

|            |           |                    |
| Aduriz 10’ | Marcatori | 34’ Víctor Sanchez |

| Arbitro: | Martínez Munuera, Juan |

|  |           |                        |
|  | Marcatori | 12’ Aduriz 41’ Etxeita |

| Arbitro: | Carlos Velasco Carballo (Comitato madrileno) |

|                    |           |                           |
| Iñaki Williams 79’ | Marcatori | 20’, 74’ Messi 36’ Neymar |

## Statistiche

### Statistiche di squadra
| Competizione       | Punti | In casa | In casa | In casa | In casa | In casa | In casa | In trasferta | In trasferta | In trasferta | In trasferta | In trasferta | In trasferta | Totale | Totale | Totale | Totale | Totale | Totale | D.R |
| Competizione       | Punti | G       | V       | N       | P       | Gf      | Gs      | G            | V            | N            | P            | Gf           | Gs           | G      | V      | N      | P      | Gf     | Gs     | D.R |
| ------------------ | ----- | ------- | ------- | ------- | ------- | ------- | ------- | ------------ | ------------ | ------------ | ------------ | ------------ | ------------ | ------ | ------ | ------ | ------ | ------ | ------ | --- |
| Campionato         | 55    | 19      | 8       | 6       | 5       | 28      | 20      | 19           | 7            | 4            | 8            | 14           | 21           | 38     | 15     | 10     | 13     | 42     | 41     | +1  |
| Coppa del Re       | -     | 4       | 2       | 1       | 1       | 3       | 3       | 5            | 2            | 2            | 1            | 8            | 6            | 9      | 4      | 3      | 2      | 11     | 9      | +2  |
| Champions League   | 7     | 3       | 1       | 1       | 1       | 2       | 2       | 3            | 1            | 0            | 2            | 3            | 4            | 6      | 2      | 1      | 3      | 5      | 6      | -1  |
| UEFA Europa League | -     | 1       | 0       | 0       | 1       | 2       | 3       | 1            | 0            | 1            | 0            | 2            | 2            | 2      | 0      | 1      | 1      | 4      | 5      | -1  |
| Totale             | 62    | 27      | 11      | 8       | 8       | 35      | 28      | 27           | 9            | 7            | 10           | 24           | 30           | 53     | 20     | 15     | 18     | 59     | 58     | +1  |

### Andamento in campionato
| Giornata  | 1  | 2 | 3  | 4  | 5  | 6  | 7  | 8  | 9  | 10 | 11 | 12 | 13 | 14 | 15 | 16 | 17 | 18 | 19 | 20 | 21 | 22 | 23 | 24 | 25 | 26 | 27 | 28 | 29 | 30 | 31 | 32 | 33 | 34 | 35 | 36 | 37 | 38 |
| --------- | -- | - | -- | -- | -- | -- | -- | -- | -- | -- | -- | -- | -- | -- | -- | -- | -- | -- | -- | -- | -- | -- | -- | -- | -- | -- | -- | -- | -- | -- | -- | -- | -- | -- | -- | -- | -- | -- |
| Luogo     | T  | C | T  | C  | T  | C  | T  | C  | T  | C  | T  | C  | T  | C  | T  | C  | T  | C  | T  | C  | T  | C  | T  | C  | T  | C  | T  | C  | T  | C  | T  | C  | T  | C  | T  | C  | T  | C  |
| Risultato | P  | V | P  | P  | P  | N  | P  | N  | V  | V  | N  | V  | V  | P  | N  | P  | P  | P  | P  | N  | V  | P  | N  | V  | V  | V  | V  | V  | P  | N  | P  | V  | V  | N  | N  | N  | V  | V  |
| Posizione | 14 | 7 | 12 | 15 | 18 | 16 | 18 | 17 | 15 | 11 | 11 | 9  | 9  | 10 | 10 | 11 | 12 | 13 | 13 | 13 | 11 | 13 | 13 | 12 | 10 | 8  | 8  | 8  | 8  | 8  | 9  | 8  | 8  | 8  | 7  | 9  | 7  | 7  |

Fonte:  Liga – Classifiche, su sport.sky.it, sport.sky.it (archiviato dall'url originale il 12 marzo 2014).
Legenda:

Luogo: C = Casa; T = Trasferta. Risultato: V = Vittoria; N = Pareggio; P = Sconfitta.